# Восход Marvel: Тайные воины
«Восход Marvel: Тайные воины» (англ. Marvel Rising: Secret Warriors) — полнометражный рисованный анимационный фильм с участием Мисс Марвел, Девушки-белки, Патриота и других персонажей, менее известных персонажей во вселенной. Мультфильм создан студией Marvel Animation по заказу Disney Channel и Disney XD в 2018 году.

## Сюжет
Камала Хан подросток, который также является сверхчеловеком, обладающей способностями растягиваться и живёт тайной жизнью в Джерси-Сити, Нью-Джерси как супер-героиня по прозвищу Мисс Марвел. Она была большой поклоницей Капитана Марвел, пока не сталкивается со своей матерью, которая считает, что её интерес к супергероям напрасен. Камала и её лучшая подруга Дорин Грин; Нечеловеческая девушка, известная как Белка, останавливают вора в парке, который крадёт у продавца продуктов питания. Вора зовут Данте Пертуз, который может контролировать и манипулировать огнём. Девочки также встречают Виктора Кола, который выслеживает Данте и рассказывает им о том, что он пытается защитить бесчеловечными людей от их собственных разрушительных сил. Однако Виктор и Данте оба покидают сцену. Камалу и Дорин окружают агенты «Щ. И. Та.» Дрожь и Патриот, которые также отслеживают инциденты с применением насилия, связанные с бесчеловечными людьми. Два друга решили объединиться, чтобы найти Виктора и Данте и доказать, что нечеловеческих людей следует рассматривать как героев, а не как угрозу.

## В ролях
| Актёр               | Роль                            |
| ------------------- | ------------------------------- |
| Ди Брэдли Бейкер    | Локджо, Типпи-Toй               |
| Хлоя Беннет         | Дейзи Джонсон / Дрожь           |
| Кэтрин Хавари       | Камала Хан / Мисс Марвел        |
| Мира Рохит Кумбхани | Эмми                            |
| Камил МакФадден     | Рэйшэн Лукас / Патриот          |
| Тайлер Пози         | Данте Пертуз / Инферно          |
| Сьерра Рамирес      | Америка Чавес                   |
| Ким Рейвер          | Кэрол Денверс / Капитана Марвел |
| Роджер Крейг Смит   | Капитан Америка                 |
| Бубу Стюарт         | Виктор Кол / Изгнанник          |
| Милана Вайнтруб     | Дорин Грин / Девушка-белка      |
| Минг-На Вен         | Хала Обвинительница             |

## Производство
Впервые мультфильм был анонсирован 7 декабря 2017 года. Джо Кесада, Дэн Бакли, Корт Лейн и Эрик Радомски были предназначены в качестве исполнительных продюсеров фильма. В число с исполнительными продюсерами Стэн Ли, Сана Аманат и Марша Гриффин. Режиссёрами мультфильма стали Мэйрхред Скотт с Альфредом Гимено.

## Критика
На Rotten Tomatoes мультфильм оценили положительно на все 100 % свежести на основе 7 рецензий.